# Ophiolepis gemma
Ophiolepis gemma är en ormstjärneart som beskrevs av Hendler och Turner 1987. Ophiolepis gemma ingår i släktet Ophiolepis och familjen Ophiolepididae. Inga underarter finns listade i Catalogue of Life.